# Emilie Saker
Pour les articles homonymes, voir Saker.
Émilie Saker est une  missionnaire chrétien baptiste. Elle a compilé et légué un travail documentaire sur la vie et le travail de son père, Alfred Saker, au Cameroun.

## Biographie

### Enfance, éducation et débuts
Émilie a reçu des cours de médecine par des diaconesses de l'hôpital Laquintinie de Douala. Elle arrive à Douala le 28 juin 1945 et s'y installe après le décès de son père et reste au Cameroun jusqu'en 1884.

### Ministère
Émilie a été  missionnaire au sein de la mission britannique de la Société missionnaire baptiste au Cameroun.
Une école d'infirmières Émilie Saker fut créée à Douala en 1963, avec 4 lits.